# Ponerinae (zoologia)
La sottofamiglia Ponerinae Lepeletier, 1835 comprende oltre 1800 specie di formiche, diffuse soprattutto nelle zone a clima tropicale, classificate in circa 30 generi.

## Descrizione
Come le altre formiche poneromorfe, le ponerine sono caratterizzate dalla presenza di un singolo peziolo, da un addome diviso in due sezioni da una spessa banda circolare posta fra la sua parte anteriore e quella mediana e da un clipeo biforcato in due lobi, che scendono fino all'apparato boccale. Generalmente, la prima sezione dell'addome viene considerata anche come un post-peziolo. Tutte le specie di ponerine presentano inoltre il pungiglione.

## Tassonomia
Comprende i seguenti generi:
- † Afropone Dlussky et al., 2004
- Anochetus Mayr, 1861
- † Archiponera Carpenter, 1930
- Asphinctopone Santschi, 1914
- Austroponera Schmidt & Shattuck, 2014
- Belonopelta Mayr, 1870
- Boloponera Fisher, 2006
- Bothroponera Mayr, 1862
- Brachyponera Emery, 1900
- Buniapone Schmidt & Shattuck, 2014
- Centromyrmex Mayr, 1866
- † Cephalopone Dlussky & Wedmann, 2012
- Cryptopone Emery, 1893
- † Cyrtopone Dlussky & Wedmann, 2012
- Diacamma Mayr, 1862
- Dinoponera Roger, 1861
- Dolioponera Brown, 1974
- Ectomomyrmex Mayr, 1867
- Emeryopone Forel, 1912
- † Eogorgites Hong, 2002
- † Eoponerites Hong, 2002
- Euponera Forel, 1891
- Feroponera Bolton & Fisher, 2008
- Fisheropone Schmidt & Shattuck, 2014
- † Furcisutura Hong, 2002
- Hagensia Forel, 1901
- Harpegnathos Jerdon, 1851
- Hypoponera Santschi, 1938
- Iroponera Schmidt & Shattuck, 2014
- Leptogenys Roger, 1861
- Loboponera Bolton & Brown, 2002
- † Longicapitia Hong, 2002
- Mayaponera Schmidt & Shattuck, 2014
- Megaponera Mayr, 1862
- Mesoponera Emery, 1900
- † Messelepone Dlussky & Wedmann, 2012
- Myopias Roger, 1861
- Neoponera Emery, 1901
- Odontomachus Latreille, 1804
- Odontoponera Mayr, 1862
- Ophthalmopone Forel, 1890
- Pachycondyla W.M. Wheeler, 1920
- Paltothyreus Mayr, 1862
- Parvaponera Schmidt & Shattuck, 2014
- Phrynoponera W.M. Wheeler, 1920
- Platythyrea Roger, 1863
- Plectroctena F. Smith, 1858
- Ponera Latreille, 1804
- † Ponerites Dlussky & Rasnitsyn, 2003
- Promyopias Santschi, 1914
- † Protopone Dlussky, 1988
- Psalidomyrmex André, 1890
- Pseudoneoponera Donisthorpe, 1943
- Pseudoponera Emery, 1900
- Rasopone Schmidt & Shattuck, 2014
- Simopelta Mann, 1922
- Streblognathus Mayr, 1862
- † Taphopone Dlussky & Perfilieva, 2014
- Thaumatomyrmex Mayr, 1887